# Копривник
Копривник (словен. Koprivnik) — поселення в общині Кочев'є, регіон Південно-Східна Словенія, Словенія. Висота над рівнем моря: 629,6 м.